# A Reservist Before and After the War
A Reservist Before and After the War je britský němý film z roku 1902. Režisérem je James Williamson (1855–1933). Film měl premiéru v prosinci 1902.

## Děj
Film zachycuje vojáka v záloze, jak pobývá spolu s manželkou a dětmi v útulném bytě. Pošťák přináší povolávací rozkaz a voják se připravuje na odchod.
Po válce se voják vrací domů, kde na něj čeká vyhublá žena krmící dítě. Voják nemůže najít práci, a tak v zoufalosti u pekaře ukradne bochník chleba. Pekař se strážníkem přichází zatknout zloděje, ale než ho policista odvede, malý záložníkův syn mu podá chléb a poprosí ho, aby otce neodváděli. Dojatý policista se rozhodne jeho otce pustit, a dokonce mu dá nějaké peníze, aby mohl pro rodinu nakoupit jídlo.